# Jezioro Kułundyńskie
Jezioro Kułundyńskie (ros. Кулундинское озеро, Kułundinskoje oziero) – słono-gorzkie jezioro bezodpływowe w azjatyckiej części Rosji, w Kraju Ałtajskim, na Równinie Kułundyńskiej. Leży na wysokości 98 m n.p.m. i zajmuje powierzchnię 728 km². Jego długość wynosi 38 km, szerokość – 29 km, maksymalna głębokość – 4 m. Północne i zachodnie brzegi jeziora są strome, wschodnie zaś charakteryzują się niedużym nachyleniem. We wschodniej części jeziora występują liczne wysepki. Zasilane jest ono głównie z topniejących śniegów. W zimie nie zamarza. Do jeziora uchodzą rzeki Kułunda i Sujetka. Połączone jest ono także niewielkim ciekiem z jeziorem Kuczuk. Mineralizacja wody wynosi 43 g/dm³. Występują złoża mirabilitu.